# Aligot de Madagascar
L'aligot de Madagascar (Buteo brachypterus) és una espècie d'ocell de la família dels accipítrids (Accipitridae). Habita selves, sabanes i zones arbustives de les terres baixes de Madagascar. El seu estat de conservació es considera de risc mínim.